# Geoffrey Bache Smith
Geoffrey Bache Smith (Regno Unito, 18 ottobre 1894 – Francia, 3 dicembre 1916) è stato un poeta britannico.
Fu un grande amico dello scrittore J. R. R. Tolkien. Furono entrambi membri del Tea Club Barrovian Society (TCBS), insieme a Rob Gilson e Christopher Wiseman.
Studiò a Birmingham e Oxford, scrisse diverse poesie durante i suoi studi, che condivideva assieme ai suoi amici del TCBS.
Partecipò alla prima guerra mondiale come tutti i suoi amici, ma morì durante la Battaglia della Somme. La sua opera principale è A Spring Harvest, un insieme di poesie scritte da lui che sono state pubblicate postume con una prefazione di Tolkien.

## Cultura di massa
- Appare nel film Tolkien dove è interpretato dagli attori Adam Bregman da ragazzo e da Anthony Boyle da adulto.